# 郭延魯
郭延鲁（891年—937年），字德兴，五代十国后唐、后晋将领，沁州绵上县（今山西沁源县北）人。
郭延鲁的父亲郭饶，李克用时，以军功为沁州刺史九年，有政绩。郭延鲁少年有勇，善用槊，唐庄宗以旧将之子，擢升为保卫军使，在北方防御契丹有功。庄宗即位，赐协谋定乱功臣，加检校兵部尚书、右神武都指挥都知兵马使。天成年间，汴州朱守殷反叛，郭延鲁跟随唐明宗至汴州，有先登之功。朱守殷平定后，以功授郭延鲁为汴州步军都指挥使，加检校尚书左仆射。长兴年间，加检校司徒，历任天雄军北京马步军都校，遥领梧州刺史。清泰年间，担任复州刺史，正俸之外，不敢聚敛，以廉平自励。曾说“吾先君为沁州者九年，百姓到今还思念他。我今幸得为刺史，其敢忘先君之志。”任满，百姓上章相留，朝廷不许，百姓遮道号哭相送。石敬瑭即位，担任单州刺史，加检校太保，赐输诚奉义忠烈功臣。到任一个月，因病在治所去世，时年四十七岁。诏赠太傅。